# كريستيان إيغلر
كريستيان إيغلر (بالألمانية: Christian Eigler)‏ (مواليد 1 يناير 1984 في روث بي نورنبيرغ - ألمانيا) لاعب كرة قدم ألماني يلعب حاليا لصالح نادي الدرجة الأولى نورمبرغ الألماني منذ 2008 في مركز المهاجم . .

## روابط خارجية
- كريستيان إيغلر على موقع قاعدة بيانات كرة القدم.إي يو (الإنجليزية)
- كريستيان إيغلر على موقع بيانات كرة القدم. دي إي (الألمانية)
- كريستيان إيغلر على موقع عالم كرة القدم.نت (الإنجليزية)
- كريستيان إيغلر على موقع كووورة